# Giovanni Carlo Coppola
Giovanni Carlo Coppola (Gallipoli, 1599 – Muro Lucano, 1652) è stato un vescovo cattolico, poeta, abate e letterato italiano.

## Biografia

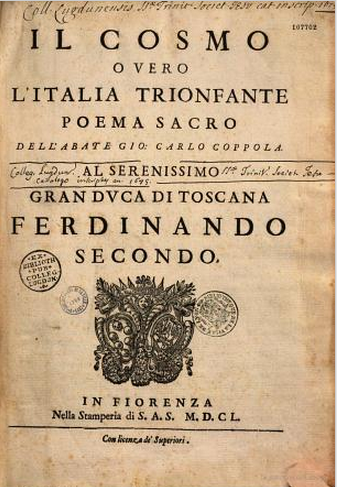
Frontespizio dell'opera del Coppola (Il cosmo o vero l'Italia trionfante)

Nacque da nobile famiglia, figlio di Leonardo Coppola e della nobildonna Giovanna Pepe. Il giovane Carlo manifestò una precoce vocazione verso la vita ecclesiastica e la vita poetica: frequentò infatti i monaci francescani e domenicani nella sua città natale grazie ai quali imparò il latino e il greco, oltre che ad essere indirizzato verso la materia filosofico-teologica. Nei salotti della città tenne subito dei discorsi, ma in ciò fu ostacolato dal padre; per questo motivo Carlo lasciò Gallipoli e si recò nella capitale del Regno Napoli.
Tuttavia i problemi nella Napoli del 1700 non erano pochi: sui 200.000 abitanti circa i nove decimi della popolazione erano plebei, affamati, mendicanti e senzatetto.
Il Coppola sarà destinato ad avere una grande fama: tutta la città oramai ne parlava, fino al giorno in cui il viceré-mecenate, duca d'Ossuna, lo invitò a Corte a tenere un'Accademia di poesia estemporanea. Il giovane presbitero rispose a tutte le domande che gli furono poste dagli invitati con una certa sponteneità e naturalezza che tutti lo esaltarono ed elogiarono con applausi. Quando Tommaso Campanella, nel 1634 fu costretto ad abbandonare Roma e a rifugiarsi a Parigi, accolto da Luigi XIII e dal cardinale Richelieu, il Coppola si trasferì a Firenze presso la corte del granduca di Toscana, Ferdinando II.
Nel 1635 pubblicò il suo capolavoro "Maria Concetta", un poema sacro in venti canti che valse all'autore il titolo, da parte di Urbano VIII di "Tasso sacro". L'opera, in un'epoca così difficile come il Settecento in cui predominava la Chiesa con il Sant'Uffizio e il Tribunale dell'Inquisizione, non fu ben accettata e fu censurata; consapevole degli errori commessi Coppola ne fece una revisione radicale nel 1648.
Ferdinando II, estasiato dalla musicalità dei suoi versi, lo volle come suo poeta di corte e lo ospitò nel Palazzo Pitti in Firenze. In occasione del matrimonio di Ferdinando con Vittoria della Rovere, l'abate compose un'opera dal titolo "Le nozze degli dei" firmandosi così "Humilis et obligatiss. servitore Gio. Carlo Coppola".
Sebbene ricevette numerosissimi onori e privilegi non era assolutamente soddisfatto della vita di corte poiché voleva lasciare spazio alla vocazione ecclesiastica diffondendo il verbo di Dio. Il cardinale Brancaccio lo nominò così arciprete della collegiata di S. Michele Arcangelo di Terlizzi.

### Nomina a vescovo
Il 18 maggio 1643, Urbano VIII lo nominò vescovo di Muro Lucano; nel 1645 convocò un sinodo diocesano per affrontare i problemi della povera diocesi: avviò un processo di adeguamento al Concilio di Trento di Paolo III. Rimase allibito non appena venne a sapere che tutto il territorio diocesano era abitato da gente contadina che, vivendo nell'ignoranza, bestemmiava, applicava la vendetta privata con la pratica dell'omicidio, venerava divinità agresti e un culto misterico della natura: tutto ciò egli condannò aspramente nel capitolo "De sortilegiis et maleficiis". In questo clima astruso pubblicò "Il Cosmo overo L'Italia trionfante".
Morì nel 1652 a Muro Lucano.